# On connaît la musique
 (mai 2008).
Si vous disposez d'ouvrages ou d'articles de référence ou si vous connaissez des sites web de qualité traitant du thème abordé ici, merci de compléter l'article en donnant les références utiles à sa vérifiabilité et en les liant à la section « Notes et références ».
On connaît la musique est un magazine musical d'Europe 1 à l'antenne  de septembre 2003 à juin 2015. Il était diffusé tous les samedis de 23h à 01h.
Il a été initié par Thierry Lecamp auprès de Jérôme Bellay, directeur d'antenne. Europe 1 remet une émission musicale à l'antenne après une pause de quelques années du fait de la réorientation de la station vers l'information en 1997.
Le programme n'est pas reconduit pour la saison 2015-2016. Thierry Lecamp quitte donc la station après 17 ans d'antenne, car aucune autre émission ne lui est attribuée.